# Schwarzach bei Nabburg
Schwarzach bei Nabburg är en kommun och ort i Landkreis Schwandorf i Regierungsbezirk Oberpfalz i förbundslandet Bayern i Tyskland.
Kommunen ingår i kommunalförbundet Schwarzenfeld tillsammans med köpingen Schwarzenfeld och kommunen Stulln.